# Anton von Klesheim

Anton von Klesheim, Lithographie von Leopold Fischer, 1845

Anton Freiherr von Klesheim (* 9. Februar 1812 in Peterwardein; † 6. Juli 1884 in Baden in Niederösterreich) war ein österreichischer Dichter und Schauspieler. Er schrieb auch unter dem Pseudonym Anton Platzer.

## Leben
Klesheim, der Sohn eines k.k. Hauptmannes, war ursprünglich Schauspieler. Auf Grund seines Aussehens zog er sich aber von der Schauspielerei zurück und wandte sich der Schriftstellerei zu. So schrieb er zahlreiche Gelegenheitsstücke, die nicht nur in Wien, sondern auch in Pressburg und Ofen gespielt wurden.
Zeitweise versuchte er es trotzdem noch als Schauspieler im Theater in der Josefstadt. Erfolgreich war er mit Vorlesungen von Dialektlektüren in den gehobenen Schichten. Zu seinem 70. Geburtstag hielt er seine 1000. Vorlesung.
Einige seiner Lieder wurden volkstümlich:
- Wanns Mailüfterl waht (Melodie: Josef Kreipl)
- A Dirnderl geht um Holz in Wald
- I hab amal a Ringal kriagt
- Von der Wanderschaft der Bua

Anton Freiherr von Klesheim wurde am 8. Juli 1884 auf dem Stadtfriedhof (Grablage 13/1/55) Baden bei Wien, zur letzten Ruhe bestattet.

## Ehrungen

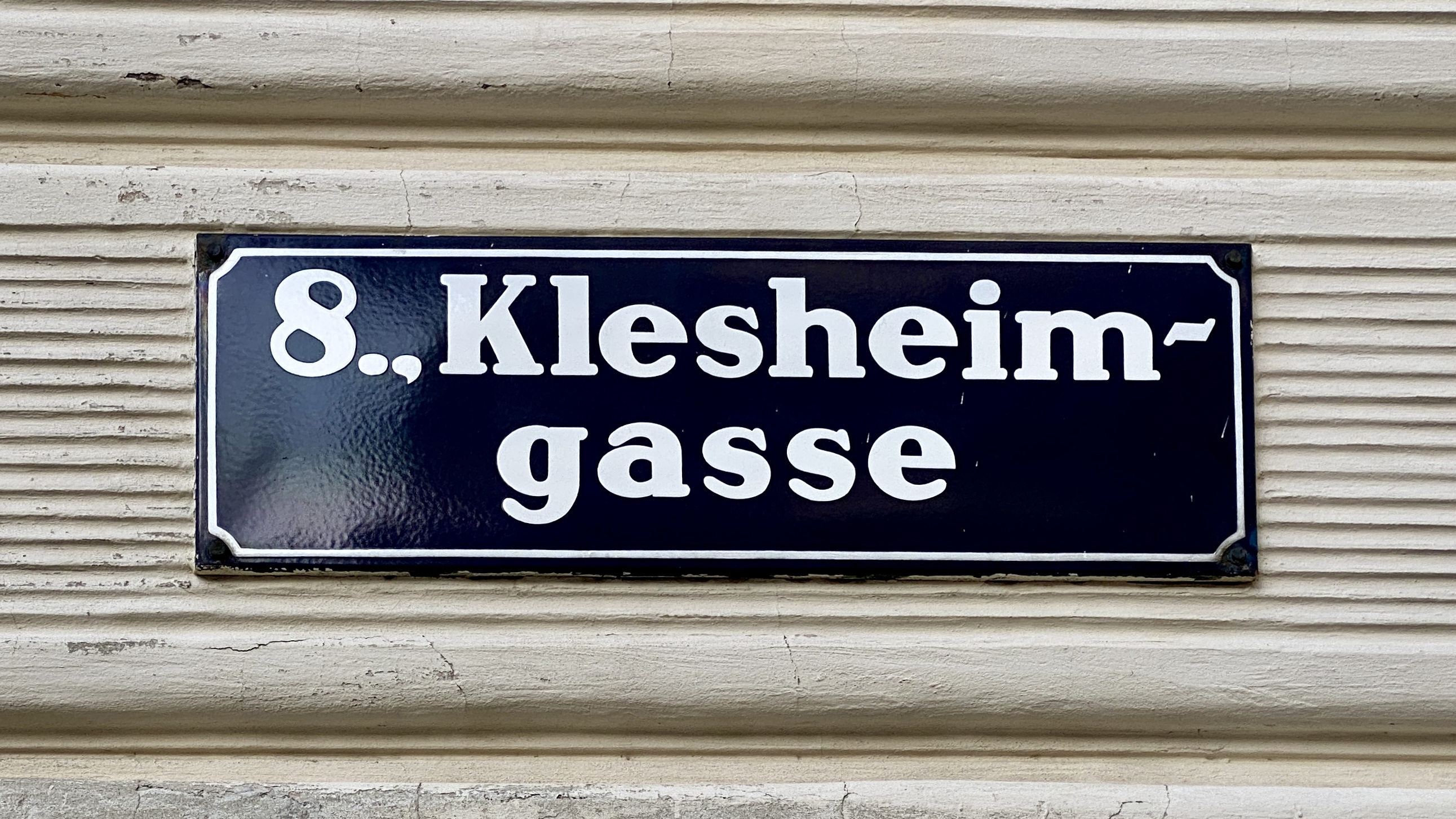
Straßenschild Klesheimgasse in Wien

Ihm zu Ehren wurde die Aussichtswarte am Pfaffstättner Kogel nahe Baden, die direkt in Verbindung mit der Rudolf-Proksch-Hütte steht, Klesheimwarte benannt.
Im Jahr 1904 wurde in Wien-Josefstadt (8. Bezirk) die Klesheimgasse nach ihm benannt.

## Werke
- Bildln in Holzráhmln. Gedichte in der österreichischen Volksmundart. Gerold, Wien 1851[1]
- Schwarzblatl auf Wanderschaft. Ergebnisse und Erlebnisse auf einer Reise durch Deutschland etc. Berendsohn, Hamburg 1852[2]
- Das Mailüfterl. Gedichte in der Wiener Mundart. Rob. Schaefer, Dresden 1853[3]
- Frau’n Kaeferl. s.n., Dresden 1854[4]
- Von der Wartburg. s.n., Berlin 1855[5]
- Siebzig Jahre aus meinem Leben. Autobiographische Skizze anläßlich meines siebzigjährigen Geburtstages. Rosner, Wien 1882[6]
- ’s Schwarzblattl aus’n Weanerwald. Gedichte in der österreichischen Volksmundart. 6. Auflage. Wien 1886[7]